# بصارة
البصارة أو البيصارة كما تنطق في المغرب (باللغة الأمازيغية : ⴱⵉⵚⴰⵕⴰ) أو البايصار (باللغة الأمازيغية : ⴱⴰⵢⵚⴰⵔ) كما تنطق في مدينة طنجة في شمال المغرب أو كما تنطق بالتريفيت تمراقت (بالتيفيناغ : ⵜⴰⵎⴰⵔⴰⴽⵜ) في الريف المغربي و كما تنطق في منطقة سوس بالتشلحيت تالوخشا (بالتيفيناغ : ⵜⴰⵍⵓⵅⵛⴰ) هي حساء تقليدي أمازيغي من المطبخ الريفي يعود أصلوه إلى أمازيغ شمال المغرب، تحديدا جبال الريف. و تعتبر وجبة أساسية في الشتاء عند أمازيغ الريافة وجبالة.
رغم اصلها الأمازيغي، تُعد من الأكلات الغذائية واسعة الانتشار في كُل من مصر وفلسطين. وصفة البصارة المغربية الأصلية تختلف نوعا ما عن البصارة التي تأكل في مصر و فلسطين.

## تاريخ
أكدت آني غول، و هي مؤرخة أمريكية متخصصة في تاريخ الأكل و الأطعمة في شمال أفريقيا والشرق الأوسط أن يعود أصل البصارة إلى المغرب و أكدت أن الطبخ المغربي آثر بشكل ما على الطبخ العربي.[بحاجة لمصدر] واعترفت آني غول أن ليس البصارة وحدها بل الكسكس هو أحد الأمثلة على ذلك وفي فلسطين كذلك أين يطلق اسم "المغربية" للدلالة على طبق الكسكس المغربي الأمازيغي.[بحاجة لمصدر] و ذكرت المؤرخة آني غول أن انتشار البصارة المغربية في مصر يعود إلى فضل الحجاج الرحالة المغاربة، حيث قالت : "يمكن تفسير ذلك من خلال طريق الحج في العصور الوسطى وأوائل العصر الحديث لأن الرحلة من المغرب إلى مكة كانت تستغرق وقتًا طويلاً. وكان الناس يستغرقون سنة أو عدة أشهر للسفر، وتوقف المغاربة في مصر لفترة من الوقت."

## المكونات
يمكن تحضير البصارة المغربية ببازلاء مجففة أو فول جاف. وصفة البصارة المغربية الأمازيغية الأصلية :
- بازلاء مجففة أو فول جاف
- ثوم
- زيت زيتون
- كمون
- بابريكا
- ملح وفلفل اسود

ترش عند التقديم بالزيت الزيتون، البابريكا و الكمون.
وصفات أخرى في مصر وفلسطين :
- بقدونس
- شبت
- كرات
- فول مدشوش
- بصل
- فلفل أخضر رومي أو حار (اختياري)
- كزبرة خضراء
- بهارات (كزبرة ناشفة، ملوخية جافة، رشة ملح، رشة فلفل)